# Jane Goodall
Dame Valerie Jane Morris Goodall, britanska primatologinja, etologinja in antropologinja, * 3. april 1934, London, Anglija, Združeno kraljestvo.
Goodallova od leta 1965 raziskuje socialno in družinsko vedenje na prostoživečih šimpanzih v nacionalnem parku v porečju reke Gombe v Tanzaniji. Izsledki njene temeljite raziskave nakazujejo pomembna dejstva o bioloških koreninah človekovega vedenja. Za svoje zasluge je prejela red britanskega imperija.